# Association sportive du Gosier
Maillots
L'Association sportive Gosier, plus couramment abrégé en AS Gosier, est un club guadeloupéen de football basé dans la commune du Gosier dans l'arrondissement de Pointe-à-Pitre en Guadeloupe.
Le club joue ses matchs à domicile au Stade Roger Zami.

## Histoire
Le club a remporté deux fois le championnat de Guadeloupe, lors de la saison 2004-05 et lors de la saison 2019-20.

## Palmarès
| \| - Championnat de Guadeloupe (3) : - Champion : 2004-05, 2019-20 et 2020-21. - Coupe de Guadeloupe (2) : - Vainqueur : 1999-00. - Finaliste : 2003-04. \| \| - Ligue Antilles : - Finaliste : 2003-04. \| |  |                                           |
| - Championnat de Guadeloupe (3) : - Champion : 2004-05, 2019-20 et 2020-21. - Coupe de Guadeloupe (2) : - Vainqueur : 1999-00. - Finaliste : 2003-04.                                                       |  | - Ligue Antilles : - Finaliste : 2003-04. |

## Personnalités du club

### Présidents du club
- Barbin

### Entraîneurs du club
- Pascal Silvestre
- Mikaël Germain[7]